# Page (Familienname)
Page bzw. Pagé ist ein Familienname.

## Herkunft und Bedeutung
Page ist ein ursprünglich berufsbezogener englischer und französischer Familienname mit der Bedeutung „Diener“, „Page“. Der Name ist über altfranzösische und italienische Formen abgeleitet von dem griechischen παιδιον (paidion) mit der Bedeutung „kleiner Junge“.

## Namensträger

### A
- Adam Page (Künstler) (* 1966), englischer Künstler
- Adam Page (Wrestler), bürgerlich Stevie Woltz (* 1991), US-amerikanischer Wrestler
- Adam Page (Eishockeyspieler) (* 1992), US-amerikanischer Sledge-Eishockeyspieler
- Adelheid Page-Schwerzmann (1853–1925), Schweizer Philanthropin und Mäzenin
- Alan Page (* 1945), US-amerikanischer Football-Spieler und Richter
- Angelica Page (* 1964), US-amerikanische Schauspielerin
- Anita Page (1910–2008), US-amerikanische Schauspielerin
- Anthony Page (* 1935), englischer Bühnen- und Filmregisseur

### B
- Bettie Page (1923–2008), US-amerikanisches Model
- Bradley Page (1901–1985), US-amerikanischer Schauspieler
- Brittney Page (* 1984), kanadische Volleyballspielerin
- Bryony Page (* 1990), britische Trampolinturnerin

### C
- Carl Victor Page (1938–1996), US-amerikanischer Informatik-Professor
- Carroll Smalley Page (1843–1925), US-amerikanischer Politiker
- Charles Grafton Page (1812–1868), US-amerikanischer Erfinder
- Charles H. Page (1843–1912), US-amerikanischer Politiker
- Christopher Page (Musikwissenschaftler) (* 1952), englischer Musikwissenschaftler, Experte für mittelalterliche Musik
- Christopher Nigel Page (1942–2022), schottischer Botaniker
- Clarence Page (* 1947), US-amerikanischer Journalist

### D
- David Page (1814–1879), schottischer Geologe
- David C. Page (* 1956), US-amerikanischer Genetiker
- Denys Lionel Page (1908–1978), britischer Altphilologe
- Derek Page, Baron Whaddon (1927–2005), britischer Rechtsanwalt, Wirtschaftsmanager und Politiker der Labour Party
- Diamond Dallas Page (* 1956), US-amerikanischer Wrestler und Schauspieler
- Don Page (Physiker) (Don Nelson Page; * 1948), kanadischer Physiker
- Don Page (Politiker) (Donald Loftus Page; * 1951), australischer Politiker
- Don Page (Fußballspieler) (Donald Page; * 1964), englischer Fußballspieler
- Dorothy Page (1904–1961), US-amerikanische Schauspielerin
- Dylan Page (* 1993), Schweizer Radsportler

### E
- Earle Page (1880–1961), australischer Premierminister
- Edgar Page (1884–1956), englischer Hockey- und Cricketspieler
- Elliot Page (* 1987, geb. Ellen Grace Philpotts-Page), kanadischer Schauspieler
- Eric Page (* 1991), US-amerikanischer American-Football-Spieler und Canadian-Football-Spieler
- Ernest Page (1910–1973), britischer Sprinter
- Evelyn Page (1899–1988), neuseeländische Malerin

### F
- Frank Page († 2013), US-amerikanischer Rundfunksprecher
- Fred Page (Politiker) (1858–1929), australischer Politiker
- Fred Page (Maler) (1908–1984), südafrikanischer Maler
- Fred Page (Sportfunktionär) (1915–1997), kanadischer Eishockeyfunktionär und -schiedsrichter
- Frédéric Page (* 1978), schweizerischer Fußballspieler
- Frederick C. Page (Frederick Clement Page; * 1926), britischer Mikrobiologe
- Frederick Handley Page (1885–1962), englischer Industrieller der Luftfahrtindustrie
- Frederick Hutchinson Page (1908–1984), südafrikanischer Maler, siehe Fred Page (Maler)
- Frederick William Page (1917–2005), englischer Luftfahrtingenieur

### G
- Gale Page (1913–1983), US-amerikanische Schauspielerin
- Geneviève Page (1927–2025), französische Schauspielerin
- George Page (Schachspieler) (1890–1953), schottischer Schachspieler
- George Page (Skirennläufer) (George Hugh Page; 1910–??), schweizerisch-US-amerikanischer Skirennläufer
- George Page (Schauspieler) (1935–2006), US-amerikanischer Schauspieler
- George Ham Page (1836–1899), US-amerikanischer Unternehmer
- George True Page (1859–1941), US-amerikanischer Jurist und Richter
- Gerald W. Page (* 1939), US-amerikanischer Autor und Herausgeber
- Geraldine Page (1924–1987), US-amerikanische Schauspielerin
- Greg Page (1958–2009), US-amerikanischer Boxer
- Gwendolin Page, Ehename von Gwendoline Acason (* um  1925), britische Mitarbeiterin der Royal Navy

### H
- Harrison Page (* 1941), US-amerikanischer Schauspieler
- Henry Page (1841–1913), US-amerikanischer Politiker
- Hilary Page (1904–1957), britischer Spielzeugmacher, Autor und Unternehmer
- Horace F. Page (1833–1890), US-amerikanischer Politiker
- Hot Lips Page (1908–1954), US-amerikanischer Jazztrompeter
- Hugo Page (* 2001), französischer Radrennfahrer

### I
- Ian Page (* 1960), englischer Sänger und Schriftsteller
- Ilse Pagé (1939–2017), deutsche Schauspielerin und Synchronsprecherin
- Irvine Page (1901–1991), US-amerikanischer Physiologe

### J
- Jackson Page (* 2001), walisischer Snookerspieler
- James Page (Boxer) (* 1971), US-amerikanischer Boxer (Weltergewicht), Weltmeister der WBA
- James O. Page (1936–2004), US-amerikanischer Notfallmediziner
- James Patrick Page (* 1944), britischer Rockgitarrist, siehe Jimmy Page
- Jean-Joseph Page (1791–1863), Schweizer Jurist und Politiker
- Jerry Page (* 1961), US-amerikanischer Boxer
- Jim Page, US-amerikanischer Filmeditor
- Jimmy Page (* 1944), britischer Rockgitarrist
- Joanna Page (* 1978), britische Schauspielerin
- John Page (Politiker, 1743) (1743–1808), US-amerikanischer Politiker (Virginia)
- John Page (Politiker, 1787) (1787–1865), US-amerikanischer Politiker (New Hampshire)
- John Page (Eiskunstläufer) (1900–1947), britischer Eiskunstläufer
- John A. Page (1814–1891), US-amerikanischer Politiker (Vermont)
- John B. Page (1826–1885), US-amerikanischer Politiker (Vermont)
- John Percy Page (1887–1973), kanadischer Politiker, Lehrer und Basketballtrainer
- Jonathan Page (* 1976), US-amerikanischer Radrennfahrer
- Joy Page (1924–2008), US-amerikanische Schauspielerin
- Julie Page (Basketballspielerin) (* 1983), britische Basketballspielerin
- Julie du Page (* 1973), französische Schauspielerin

### K
- Karen Page, neuseeländische Fünfkämpferin
- Ken Page (1954–2024), US-amerikanischer Schauspieler und Sänger
- Kevin Page, US-amerikanischer Schauspieler und Produzent
- Kévin Page (* 1975), französischer Skirennläufer
- Kieran Page (* 1983), britischer Radrennfahrer
- Kristina Page (* 1984), US-amerikanische Schauspielerin, Filmproduzentin und Synchronsprecherin

### L
- Larry Page (Manager) (1938–2024), britischer Sänger, Musikproduzent und Manager
- Larry Page (* 1973), US-amerikanischer Informatiker und Unternehmer
- Lawrence M. Page (* 1944), US-amerikanischer Ichthyologe
- Lee Page (* 1987), englischer Snookerspieler
- Lionel Page (1903–??), chilenischer Tennisspieler
- Louis Page (Fußballspieler) (1899–1959), englischer Fußballspieler und -trainer
- Louis Page (Kameramann) (1905–1990), französischer Kameramann
- Lyman Page (* 1957), US-amerikanischer Physiker

### M
- Malcolm Page (* 1972), australischer Segler
- Mann Page I (1691–1730), britisch-amerikanischer Grundeigentümer und Bauherr
- Mann Page (Politiker) (Mann Page III; 1749–1781), US-amerikanischer Politiker
- Mann Page (Drehbuchautor) (1888–1961), US-amerikanischer Drehbuchautor
- Martin Page (Journalist) (1938–2003), englischer Journalist
- Martin Page (Botaniker) (* 1953), englischer Botaniker
- Martin Page (Musiker) (* 1959), englischer Musiker
- Martin Page (Autor) (* 1975), französischer Autor
- Michael Page (Reiter) (* 1938), britischer Reiter
- Michael Page (Kampfsportler) (* 1987), britischer Kampfsportler
- Michael Page (Leichtathlet), Schweizer Hürdenläufer
- Michelle Page (* 1987), US-amerikanische Schauspielerin und Filmproduzentin
- Mimi Page (* 1987), US-amerikanische Sängerin und Songschreiberin
- Morgan Page (* 1981), US-amerikanischer DJ und Musikproduzent

### N
- Natasha Page (* 1985), britische Ruderin
- Nathan Page (* 1971), australischer Schauspieler und Synchronsprecher
- Nathen Page (1937–2003), US-amerikanischer Jazzmusiker
- Nik Page (* 1971), deutscher Musiker

### O
- Oliver Page (Schauspieler), Schauspieler und Synchronsprecher
- Oliver Pagé (* 1971), deutscher Fußballspieler und -trainer

### P
- P. K. Page (1916–2010), Patricia Kathleen Page, kanadische Schriftstellerin englischer Sprache
- Patti Page (1927–2013), US-amerikanische Country- und Pop-Sängerin
- Peter Pagé (1939–2020), deutscher Softwarepionier
- Peter Randall-Page (* 1954), britischer Bildhauer
- Pierre Page (Leichtathlet) (1927–2013), Schweizer Langstreckenläufer
- Pierre Pagé (Eishockeytrainer) (* 1948), kanadischer Eishockeytrainer
- Pierre-André Page (* 1960), Schweizer Politiker (SVP)

### R
- Raymond Ian Page (1924–2012), britischer anglistischer und skandinavistischer Mediävist und Runologe
- Regé-Jean Page (* 1988), simbabwisch-britischer Schauspieler
- Richard Page (Politiker) (* 1941), britischer Politiker
- Richard Page (Musiker) (* 1953), US-amerikanischer Sänger, Bassist und Songwriter (Mr. Mister)
- Robert Page (Politiker) (1765–1840), US-amerikanischer Politiker
- Robert Page (Dirigent), US-amerikanischer Dirigent und Chorleiter
- Robert Page (* 1974), walisischer Fußballspieler, siehe Rob Page
- Robert E. Page (* 1949), US-amerikanischer Genetiker
- Robert Morris Page (1903–1992), US-amerikanischer Physiker
- Robert N. Page (1859–1933), US-amerikanischer Politiker
- Robert W. Page (* 1927), US-amerikanischer Geschäftsmann
- Robin Page (1932–2015), britischer Fluxus-Künstler
- Russell Page (1906–1985), englischer Gartengestalter und Autor
- Ruth Page (1899–1991), US-amerikanische Tänzerin und Choreographin
- Ruth Page (Badminton) (* ~1930), englische Badmintonspielerin

### S
- Sally Le Page, britische Evolutionsbiologin und Wissenschaftskommunikatorin
- Samuel Page (* 1976 als Samuel L. Elliott), US-amerikanischer Schauspieler
- Sarah Page (1863–1950), neuseeländische Lehrerin, Feministin, Prohibitionistin, Sozialistin und Sozialreformerin
- Sébastien Page (* 1967), Schweizer Bankier und Autorennfahrer
- Sherman Page (1779–1853), US-amerikanischer Politiker
- Stephen Page (* 1965), australischer Balletttänzer und Choreograph
- Steven Page (* 1970), kanadischer Musiker
- Stuart Page, australischer Drehbuchautor
- Susan Page (* 1951), US-amerikanische Journalistin
- Suzanne Pagé (* 1950), französische Kuratorin und Museumsdirektorin

### T
- Teddy Page, philippinischer Regisseur
- Theresa Steele Page, US-amerikanische Filmproduzentin
- Thomas Jefferson Page (1808–1899), US-amerikanischer Marineoffizier und Forscher
- Thomas Nelson Page (1853–1922), US-amerikanischer Romancier
- Tim Page (1944–2022), britischer Fotograf und Kriegsjournalist
- Tommy Page (1970–2017), US-amerikanischer Sänger

### W
- Wade Michael Page († 2012), US-amerikanischer Musiker und Amokläufer
- Walter Page (1900–1957), US-amerikanischer Swing-Bassist
- Walter Hines Page (1855–1918), US-amerikanischer Journalist, Verleger und Diplomat
- William Page (Maler) (1811–1885), US-amerikanischer Maler
- William N. Page (1854–1932), US-amerikanischer Eisenbahn-Ingenieur und Industrieller